# Jonathan Dibben
Jonathan Dibben, né le 12 février 1994 à Southampton, est un coureur cycliste britannique. Professionnel entre 2015 et 2020, il est notamment champion du monde de la course aux points en  2016 à Londres.

## Biographie
Lors des championnats d'Europe sur piste juniors 2011 Jonathan Dibben remporte deux médailles d'or, en poursuite individuelle et en poursuite par équipes (avec Owain Doull, Joshua Papworth et Samuel Lowe). Dans la version junior de Paris-Roubaix, il termine quatrième. 
L'année suivante, il est vice-champion du monde junior de l'omnium. Lors des championnats d'Europe sur piste juniors 2012, il remportr le bronze sur l'omnium et en poursuite individuelle. Toujours en 2012, il se classe deuxième du championnat de Grande-Bretagne de la poursuite individuelle et du scratch.
En 2014, il gagne une étape du Triptyque des Monts et Châteaux et signe son premier succès international sur route. Fin 2014, il gagne le titre de champion d'Europe de poursuite par équipes associé à Edward Clancy, Owain Doull et Andrew Tennant. L'année suivante, il remporte à nouveau le titre européen en poursuite par équipes (avec Owain Doull, Andrew Tennant et Bradley Wiggins) et un une médaille de bronze sur l'omnium. 
En 2016, il devient à domicile, champion du monde de la course aux points et vice-champion du monde de poursuite par équipes. 
En 2017, il rejoint le World Tour pour deux ans au sein de la formation britannique Sky. Lors de sa première année, il remporte la 6e étape du Tour de Californie, un contre-la-montre de 24 kilomètres. La saison suivante, il gagne avec Sky le contre-la-montre par équipes de la Semaine internationale Coppi et Bartali. Il n'est pas conservé à l'issue de la saison 2018 et se retrouve sans équipe. 
Sans contrat avec une équipe UCI, il participe à plusieurs courses de six jours, à Londres, Hong-Kong et en Australie avant d'être recruté le 17 mai 2019 par l'équipe continentale britannique Madison Genesis pour compenser le départ de Connor Swift vers Arkea-Samsic,. Outre les épreuves contre-la-montre et en ligne du championnat de Grande-Bretagne, il ne participe qu'à deux courses UCI, la Flèche du port d'Anvers (82e) et le Tour de Yorkshire. 
Le 9 septembre 2019, l'équipe UCI WorldTeam Lotto-Soudal annonce son arrivée pour la saison 2020, ce qu'il décrit comme une « deuxième » chance. Il rejoint la structure belge pour préparer les sprints pour Caleb Ewan et John Degenkolb. Il se définit alors comme "un coureur taillé pour les courses rapides, l’un des derniers coéquipiers qui pourra aider à lancer le sprint", espérant également progresser en contre-la-montre. Il débute sous ses nouvelles couleurs sur le Tour Down Under où Caleb Ewan remporte deux étapes. En octobre, il prend le départ de son premier Grand Tour, le Tour d'Italie. 
Non-conservé au terme de la saison, il annonce mettre un terme à sa carrière,. 

## Palmarès sur piste

### Championnats du monde
- Invercargill 2012
  -  Médaillé d'argent de l'omnium juniors
- Minsk 2013
  - 8e de l'omnium
- Cali 2014
  - 8e de la poursuite par équipes
  - 13e du scratch
  - 15e de l'américaine
- Saint-Quentin-en-Yvelines 2015
  - 8e de l'américaine
  - 12e de l'omnium
- Londres 2016
  -  Champion du monde de course aux points
  -  Médaillé d'argent de la poursuite par équipes

### Coupe du monde
- 2013-2014
  - 3e de la poursuite par équipes à Aguascalientes
- 2014-2015
  - 2e de la poursuite par équipes à Guadalajara

### Championnats d'Europe
| Édition / Épreuve          | Poursuite individuelle | Poursuite par équipes                                                                  | Course aux points | Omnium |
| Anadia 2011 (juniors)      | Or                     | Or (avec Owain Doull, Samuel Lowe et Joshua Papworth)                                  |                   |        |
| Anadia 2012 (juniors)      | Bronze                 | Argent                                                                                 |                   | Bronze |
| Baie-Mahault 2014          |                        | Or (avec Edward Clancy, Owain Doull et Andrew Tennant)                                 |                   | Argent |
| Granges 2015               |                        | Or (avec Bradley Wiggins, Owain Doull, Andrew Tennant, Steven Burke et Matthew Gibson) |                   | Bronze |
| Montichiari 2016 (espoirs) |                        |                                                                                        | Or                |        |

### Championnats nationaux
- 2011
  -  Champion de Grande-Bretagne de poursuite juniors
  -  Champion de Grande-Bretagne de l'américaine juniors (avec Owain Doull)
  - 3e du championnat de Grande-Bretagne de poursuite
  - 3e du championnat de Grande-Bretagne de course aux points juniors
  - 3e du championnat de Grande-Bretagne du scratch juniors
- 2012
  -  Champion de Grande-Bretagne de l'américaine juniors (avec Samuel Lowe)
  - 2e du championnat de Grande-Bretagne de poursuite
  - 2e du championnat de Grande-Bretagne de poursuite par équipes
  - 2e du championnat de Grande-Bretagne du scratch
- 2014
  - 3e du championnat de Grande-Bretagne de poursuite
- 2015
  - 2e du championnat de Grande-Bretagne du scratch
  - 3e du championnat de Grande-Bretagne de poursuite

## Palmarès sur route

### Palmarès amateur
- 2009
  - Prologue de l'Isle of Man Junior Tour
  - 2e du critérium au Festival olympique de la jeunesse européenne
  - 2e du contre-la-montre au Festival olympique de la jeunesse européenne
- 2011
  - 8e du championnat du monde du contre-la-montre juniors
- 2012
  - 3eb étape du Trofeo Karlsberg
  - 3e de Paris-Roubaix juniors
  - 5e du championnat du monde sur route juniors
- 2014
  - 2ea étape du Triptyque des Monts et Châteaux (contre-la-montre)
  - 6e du championnat du monde du contre-la-montre espoirs
- 2016
  - 3ea étape du Triptyque des Monts et Châteaux (contre-la-montre)
  - 2e du Triptyque des Monts et Châteaux
  - 2e du Tour des Flandres espoirs
  - 9e du championnat du monde sur route espoirs

### Palmarès professionnel
- 2017
  - 6e étape du Tour de Californie (contre-la-montre)
- 2018
  - 1re étape b de la Semaine internationale Coppi et Bartali (contre-la-montre par équipes)

## Résultats sur les grands tours

### Tour d'Italie
1 participation
- 2020 : 133e

## Classements mondiaux
| Année                                 | 2014 | 2015  | 2016 | 2017 | 2018  | 2019 | 2020  |
| ------------------------------------- | ---- | ----- | ---- | ---- | ----- | ---- | ----- |
| UCI World Tour                        |      |       | nc   | 270e | 417e  |      |       |
| Classement mondial                    |      |       | 379e | 629e | 1866e | nc   | 1683e |
| UCI Europe Tour                       | 553e | 1100e | 281e | 554e | 1396e | nc   | 1250e |
| UCI Asia Tour                         | nc   | nc    | 164e | nc   | 487e  |      |       |
|                                       |      |       |      |      |       |      |       |
| Légende : nc = non classéSource : UCI |      |       |      |      |       |      |       |